# Округ Клеј (Канзас)
Округ Клеј (енгл. Clay County) је округ у америчкој савезној држави Канзас. По попису из 2010. године број становника је 8.535. Седиште округа је град Клеј Сентер.

## Демографија
Према попису становништва из 2010. у округу је живело 8.535 становника, што је 287 (3,3%) становника мање него 2000. године.
| Група             | 2000.         | 2010.         |
| Белци             | 8.577 (97,2%) | 8.184 (95,9%) |
| Афроамериканци    | 50 (0,6%)     | 34 (0,4%)     |
| Азијати           | 13 (0,1%)     | 26 (0,3%)     |
| Хиспаноамериканци | 73 (0,8%)     | 162 (1,9%)    |
| Укупно            | 8.822         | 8.535         |